# Сања Мирза
Сања Мирза (хинд. सानिया मिर्जा, тел. సానియా మీర్జా, урд. ثانیہ مرزا; рођена 15. новембра 1985. у Мумбају, Индија) је професионална тенисерка из Индије која је током каријере била први рекет света дубл конкуренције.

## Приватни живот
Сању Мирзу тренира њен отац Имран. Њена мајка се зове Насема и ради у једној компанији, а има и сестру Анам.
Њен омиљени филм је Оушнових 11, а глумци Бред Пит и Хју Грант. Такође воли хип хоп музику, а највише певача Еминема. Поред тениса, воли и крикет и пливање, а омиљена тенисерка и идол јој је Штефи Граф.
Као своје најбоље пријатељице навела је Ану Чакветадзе и Бетани Матек-Сандс.

## Каријера
Почела је да игра тенис са шест година. Она је, по рангу на ВТА листи, најуспешнија тенисерка из Индије. У конкуренцији женских парова налазила се на 18. месту, а у појединачној на 27. Од 6. октобра, Сања Мирза је 98. играчица света у појединачној, и 44. у конкуренцији парова.
Сања Мирза је такође једина индијска тенисерка која је била носилац на неком гренд слем турниру. То је било на Отвореном првенству Сједињених Држава 2007. године, када је била 26. носилац. 2005. године, на том истом турниру, постала је прва индијска тенисерка која је достигла 4. коло гренд слема. 2005. је освојила своју прву титулу, побеђујући Аљону Бондаренко у финалу турнира у Хајдерабаду.
Сања Мирза је освојила титулу у конкуренцији парова јуниорки на Вимблдону 2003, када јој је партнерка била Рускиња Алиса Клејбанова. Мирза не воли да игра на шљаци. Њен највећи успех на Отвореном првенству Француске било је 2. коло 2007. године.
Мирза је освојила три медаље на Азијским играма 2006. у Дохи. Заједно са Леандером Паесом, освојила је златну медаљу у конкуренцији мешовитих парова, а појединачно је освојила сребрну медаљу. Такође је играла за индијски женски тениски тим, са којим је освојила сребрну медаљу.
2007. на Отвореном првенству САД, у 3. колу ју је победила Ана Чакветадзе. У пару са Махешом Бупатијем је достигла четвртфинале у конкуренцији мешовитих парова, а у конкуренцији женских парова је, заједно са Бетани Матек, достигла такође четвртфинале. На путу до четвртфинала, победиле су 2. носиоце Лису Рејмонд и Саманту Стосур.
Играла је за Индију на Летњим олимпијским играма 2008. у Пекингу. У појединачној конкуренцији је поражена у првом колу, а заједно са Сунитом Рао играла је и у конкуренцији парова. Достигле су треће коло, у ком су изгубиле од Динаре Сафине и Светлане Кузњецове.

## Награде
- 2005: Награда ВТА за најбољу нову тенисерку сезоне

## Контроверзе
Пошто је Муслиманка, многе верске муслиманске организације жалили су се на Сању Мирзу. Рекли су како су њене хаљине за тенис противне исламским законима. Такође, многи су навели како „њене хаљине лоше утичу на младе“.
Многи медији су пласирали причу како Сања Мирза одбија да игра у пару са Шахар Пер, израелском тенисерком, пошто је познато да су многе азијске, поготово арапско-муслиманске државе, у конфликту са Израелом. Упркос причама, Мирза и Пир су наступиле заједно на Вимблдону 2007. године, и достигле треће коло. Мирза је рекла како су њих две доста тренирале заједно и да су задовољне резултатима, и да ће и даље играти заједно.
Такође, постојале су многе приче како Сања Мирза „не уважава индијску нацију“. За време Хопман купа 2008, Мирза је изјавила: „Волим своју земљу. Иначе, не бих играла за њу у Хопман купу“. 4. фебруара 2008. је рекла како ће престати да игра на тениским турнирима који се одржавају у Индији, почевши од Бангалор опена те године, понајвише због низа контроверзи које је изазвала у медијима, али и због савета њеног менаџера.